# Z団
Z団（ゼットだん）は、サザンオールスターズの音源をリミックスする目的のユニット。
1993年7月、サザンオールスターズの「エロティカ・セブン」が当時最大のセールスを記録した直後に、『サザンオールスターズのマスター音源を奪った』と公表する団体が表れる。サザンオールスターズの過去の音源をリミックスした作品を9月8日に発売するという情報以外、レコードショップに内容や名前などは明かされなかったため、ファンが長い列をなして買い求める大騒ぎとなった。結局作品のクレジットなどに歌詞や使用曲などの情報などは一切載っておらず、『江ノ島』というリミックス作品1枚を発売するのみで自然消滅。

## 作品
アルバム
- 江ノ島 Southern All Stars Golden Hits Medley（1993年9月8日にCD盤、カセットテープ発売。同年8月21日にLP盤発売）
この1枚のみを発表して以来作品の発売はない。リミックスアルバムとしての発売であるが、収録内容や収録曲数が1曲のみであることから、オリコンチャートではシングル扱いになっている。現在サザンの公式サイトでもサザンの企画アルバムとして扱われている。